# Урочище «М'ятин»
Уро́чище «М'я́тин» — гідрологічний заказник місцевого значення в Україні. Розташований у межах Дубенського району Рівненської області, між північною частиною села М'ятин і селом Хорупань. 
Площа 152 га. Статус надано згідно з рішенням облвиконкому від 22.11.1983 року № 343 (зміни згідно з рішенням облвиконкому від 16.12.1986 року № 345, від 18.06.1991 року № 98). Перебуває у віданні Хорупанської сільської ради. 
Статус надано з метою збереження водно-болотного природного комплексу на лівобережній заплаві річки Іква. На колишніх торфорозробках зростають види рослин, занесені до Червоної книги України.